# 謝富治
謝富治（しゃ ふじ、簡体字：谢富治、1909年9月26日 - 1972年3月26日）は、中華人民共和国の政治家、軍人。武装警察部隊司令員兼政治委員、公安部長、国務院副総理などを歴任した。党中央政治局委員。文化大革命中に林彪・江青などに加担し、死後に党から除籍された。最終階級は上将である。

## 経歴
1909年9月26日に清の湖北省黄安県にて、手工業者の家庭に誕生した。1926年に故郷の農民協会に参加した。1930年2月に中国工農紅軍に参加し、翌年に中国共産党に入党した。紅4方面軍の排（小隊）長、副連（中隊）長、宣伝隊隊長、連政治指導員を務め、鄂豫皖蘇区の反「囲剿」に参加した。1932年10月から団（連隊）政治処主任、紅9軍第26師政治部主任、紅4方面軍総政治部組織部部長、党川陝省委員会組織部部長を歴任し、川陝蘇区の反「三路囲攻」と反「六路囲攻」に参加した。長征中は紅9軍政治部主任となり、陝北到達後に抗日紅軍大学に入校した。
日中戦争時は八路軍第129師第772団政治処主任、政治委員、第385旅政治委員、太岳軍区副司令員、縦隊政治委員として、太岳区の対掃討作戦を指導した。1945年8月の対日戦勝後は晋冀魯豫軍区第4縦隊政治委員、太岳兵団（陳謝兵団）政治委員となった。1947年8月に司令員の陳賡と共に黄河を強行渡河し、豫西に進軍して晋冀魯野戦軍主力の大別山挺進を助力した。1949年2月に第2野戦軍第3兵団政治委員となり、渡江・西南進軍などの戦役に参加した。
1949年10月の中華人民共和国の建国後は党川東区委員会書記、川東軍区政治委員、1952年7月に党雲南省委員会第一書記、1954年7月に西南軍区副政治委員、1955年3月に雲南軍区、昆明軍区、1958年12月に武装警察部隊司令員兼政治委員などを歴任した。
1956年9月の第8回党大会において党中央委員会委員に選出。1959年9月17日に第2期全国人民代表大会常務委員会第9回会議の決定により、公安部部長に任命された。1965年1月4日に第3期全国人民代表大会第1回会議の決定により、国務院副総理兼公安部部長に任命され、同日に第3期国防委員会委員に任命された。1966年8月12日の第8期11中全会において党政治局候補委員及び書記処書記に補選される。
1969年4月に第9回党大会において党中央委員会委員に再選し、同年4月28日の第9期1中全会において党中央政治局委員に選出された。文化大革命中は党中央書記処書記、党中央軍事委員会委員、北京市委員会第一書記、北京軍区第一政治委員、中央専案審査小組成員を務め、林彪・江青などの活動に参与して劉少奇などの革命元老を迫害した。1972年3月26日に北京で病死した。

## 党からの除籍
1980年10月16日に党は謝富治の党からの除籍を決定した。1981年1月23日に最高人民法院特別法廷は、謝富治が林彪・江青反革命集団事件の主犯であると確定した。